# Чемпионат мира по горнолыжному спорту 2001
36-й чемпионат мира по горнолыжному спорту прошёл с 29 января по 10 февраля 2001 года в Санкт-Антон-ам-Арльберге, Австрия.

## Общий медальный зачёт
| Место | Страна    | Золото | Серебро | Бронза | Всего |
| ----- | --------- | ------ | ------- | ------ | ----- |
| 1     | Австрия   | 3      | 6       | 2      | 11    |
| 2     | Швейцария | 2      | 0       | 1      | 3     |
| 3     | Франция   | 1      | 1       | 1      | 3     |
| 3     | Норвегия  | 1      | 1       | 1      | 3     |
| 4     | Германия  | 1      | 0       | 2      | 3     |
| 5     | Швеция    | 1      | 0       | 1      | 2     |
| 6     | США       | 1      | 0       | 0      | 1     |
| 7     | Италия    | 0      | 2       | 1      | 3     |
| 8     | Словения  | 0      | 0       | 1      | 1     |

## Медалисты

### Мужчины
| Дисциплина        | Золото                         | Серебро                      | Бронза                  |
| ----------------- | ------------------------------ | ---------------------------- | ----------------------- |
| Скоростной спуск  | Ханнес Тринкль Австрия         | Херман Майер Австрия         | Флориан Эккерт Германия |
| Супергигант       | Дарон Ралвес                   | Штефан Эберхартер Австрия    | Херман Майер Австрия    |
| Гигантский слалом | Михаэль фон Грюниген Швейцария | Хьетиль Андре Омодт Норвегия | Фредерик Ковили         |
| Слалом            | Марио Матт Австрия             | Бенджамин Райх               | Митя Кунц               |
| Комбинация        | Хьетиль Андре Омодт Норвегия   | Марио Матт Австрия           | Пауль Аккола Швейцария  |

### Женщины
| Дисциплина        | Золото              | Серебро           | Бронза          |
| ----------------- | ------------------- | ----------------- | --------------- |
| Скоростной спуск  | Михаэла Дорфмайстер | Рената Гётшль     | Зелина Хереггер |
| Супергигант       | Режин Кавану        | Изольде Костнер   | Хильде Герг     |
| Гигантский слалом | Соня Неф            | Карен Путцер      | Аня Персон      |
| Слалом            | Аня Персон          | Кристель Паскаль  | Хедда Бернтсен  |
| Комбинация        | Мартина Эртль-Ренц  | Кристине Шпонринг | Карен Путцер    |